# Nic.at
nic.at GmbH, basé à Salzbourg, est le registre de noms de domaine pour le domaine national de premier niveau .at, réservé à l'Autriche.
Nic.at appartient à la Fondation Internet Autriche et compte 30 employés. De 1988 à 1998, l'Université de Vienne était le registre des noms de domaine pour les domaines .at.
Les tâches de nic.at incluent :
- fournir des informations sur l'enregistrement et la gestion du domaine, par exemple, les requêtes WHOIS ;
- enregistrement centralisé et administration des noms de domaine à l'échelle de l'Autriche se terminant par .at, .co.at (société) ou .or.at (organisationnel).

Le Centre d'Information (Service Central d'Informatique) de l'Université de Vienne administre le domaine académique .ac.at qui est exclusivement réservé au milieu académique et scolaire. La Chancellerie fédérale d'Autriche administre le domaine gouvernemental .gv.at.